# プールサイド・デイズ
『プールサイド・デイズ』（原題: The Way Way Back）は、2013年にアメリカ合衆国で公開されたコメディドラマ映画。ナット・ファクソンとジム・ラッシュが監督と脚本を務めた。二人にとっては初監督作品となる。
日本では「カリテ・ファンタスティック!シネマ・コレクション2014」の中の一作として2014年6月4日から限定公開された。その後、2015年4月15日にソフトレンタルが開始され、2015年7月3日にソフト発売がなされた。

## ストーリー
14歳の少年ダンカンは、離婚した母親と共に生活しているが、母親の新しい恋人トレントとの関係に悩んでいた。トレントは根暗なダンカンに対して必要以上に厳しく接しており、二人の関係にはいつしか深い溝ができてしまっていた。ダンカンの母親同様に離婚歴のあるトレントは、その年の夏は互いの家族を連れて自身のサマーハウス（別荘）で過ごそうと提案し、ダンカンは嫌々ながらトレントとトレントの娘と共に四人で過ごすことになってしまう。
案の定、トレント一家と上手く馴染むことができないダンカンは、あてもなく町をふらついていた。彼はそこでオーウェンという妙な男性と出会う。オーウェンはデタラメだが自由で明るく、いつしかダンカンも彼に心を開き始めていた。オーウェンが町のウォーターパークで監視員の仕事をしていると知ったダンカンは、自身もそこでアルバイトをすることを決意する。
初めて仕事を任されたダンカンは、そこで働く少し変わった人々と出会い、そして初めての恋を経験する。ひと夏の出会いが、少年の何かを変えようとしていた。

## キャスト
※括弧内は日本語吹替
- ダンカン - リアム・ジェームズ（水島大宙）
- トレント - スティーヴ・カレル（島田敏）
- パム - トニ・コレット（深見梨加）
- ベティ - アリソン・ジャネイ（勝生真沙子）
- スザンナ - アナソフィア・ロブ（藤村歩）
- オーウェン - サム・ロックウェル（家中宏）
- ケイトリン - マーヤ・ルドルフ（樋口あかり）
- キップ - ロブ・コードリー（斉藤次郎）
- ジョアン - アマンダ・ピート（寺田はるひ）
- ピーター - リヴァー・アレクサンダー（英語版）（潘めぐみ）
- ステフ - ゾーイ・レビン（英語版）（塩谷綾子）
- ロディ - ナット・ファクソン（志村知幸）
- ルイス - ジム・ラッシュ（二又一成）
- その他の日本語吹き替え - 田野めぐみ/田谷隼/村中知/沖佳苗/森千晃/北田理道/宮本崇弘/田中光陽